# علی‌آباد سرتل (بویراحمد)
 علی‌آباد سرتل (بویراحمد)، روستایی از توابع بخش مرکزی شهرستان بویراحمد در استان کهگیلویه و بویراحمد ایران است.
این روستا مرکز دهستان سررود جنوبی در شهرستان بویراحمد است.

## جمعیت
این روستا در دهستان سررود جنوبی قرار دارد و براساس سرشماری مرکز آمار ایران در سال ۱۳۸۵، جمعیت آن ۳۲۳ نفر (۶۸خانوار) بوده‌است.